# Koichi Higashi
Koichi Higashi (født 23. august 1978) er en tidligere japansk fodboldspiller.
Han har spillet for flere forskellige klubber i sin karriere, herunder Sagan Tosu.